# 胶济路西段战役
胶济路西段战役亦称 周（村）张（店）战役。是1948年(民国三十七年)4月至5月，第二次国共内战期间由中国人民解放军华东野战军山东兵团和国民革命军济南第二绥靖区所属胶东兵团在胶济路西段之周村、张店、淄川等地进行的一场战役。

## 背景
1948年春，国共内战局势发生逆转，解放军由战略防御转入战略反攻。在山东战场，国军在解放军的连续打击下陷入被动，分散驻守在青岛至济南铁路线上的城市里，依托城市进行重点防御。华北野战军野东线兵团，从1948年初开始，进行了两个月的新式整军运动。2月下旬，华东野战军东线兵团改编为山东兵团，在此期间，毛泽东指示华东野战军山东兵团：“在普遍整军的基础上，紧紧抓住战机，把战争引向国民党统治区，把运动战和城市攻坚战结合起来，大量歼灭敌人的有生力量，收复被占领的交通线和城镇”。中共方面的作战构想是先攻占胶济路西段，然后攻取潍县，得手后再扫清津浦路济南至徐州段，进而夺取济南，最后将国军逐出山东。新式整军运动结束后，东线兵团补充了人员和装备，士气高涨。华东野战军山东兵团决定抓住战机，发动胶济路西段战役。

## 作战部署

### 国军
胶济路东段为解放军占领后，胶济路中段和西段（潍县─济南）国军即陷于解放军三面包围之中，分散驻守于铁路沿线及其两侧狭长地带内，由国军整编第三十二、整编第四十五师及地方保安部队、“还乡团”等8万余人担任守备，其中西段以周村为中心，由国军整编第三十二师及交通警察第一总队、淄博警备旅等，计28个团约4万人守备，分布在西起明水，东至张店，南起博山，北抵齐东之间地区及交通线上。

### 解放军
在山东兵团召开的作战会议上，关于如何部署胶济路西段战役，曾经提出过两个方案：
- （1）九纵先打长山，七纵打张店，然后视情况发展，再攻取周村。
- （2）九纵先打张店，后打长山；七纵打淄（川）博（山）。在扫清外围国军的基础上，两个纵队同时夹攻周村。

经过讨论，九纵司令员聂凤智认为，驻守周村的国军整编第三十二师是在1947年鲁西南战役中被晋冀鲁豫野战军歼灭后重建的，战斗力较弱。与其从外围慢慢向里面打，不如采取“挖心战术”，远程奔袭，直取周村，然后再四面开花，扩张战果。华野山东兵团批准了这个作战方案，决定以“挖心战术”切断胶济线西段，首先求得歼灭驻周村国军整编第三十二师一部或大部，占领桓台、长山、邹平、张店、周村、淄川、博山等广大地区。
据此，华东野战军山东兵团决定以九纵攻取周村；七纵阻击张店、淄川的国军西援周村，并相机攻占张店；渤海纵队攻取邹平、龙山、明水一线；鲁中军区部队攻击淄博；十三纵部署于胶县、高密附近，防范青岛来援的国军。

## 战役过程

### 张店战斗
1948年3月1日，华东野战军第七纵队奉命由掖县出发向西挺进，经过7天的长途奔袭，于8日抵达指定攻击位置待机。9日下午，山东兵团下达了周（村）张（店）战役的作战命令。解放军第七纵队逼近张店。11日第七纵队围攻张店，在解放军的攻势下，驻守张店的国军一部试图向西突围。遭到解放军第五十五团、五十七团阻击，全军覆没。解放军占领张店，进逼周村。

### 周村战斗
张店遭到攻击后驻守周村国军整编第三十二师师长周庆祥察觉了华野山东兵团的企图，他一面急电向济南王耀武求援，一面命令驻守长山、桓台、邹平、齐东的国民党军队火速向周村靠拢，以求固守。短时间内周村国军兵力激增，计有国军整编第三十二师师部及一四一旅（欠3个营）、新三十六旅旅直及一〇七团、保安十四团等，总兵力已由3,000人增至1.5万人。

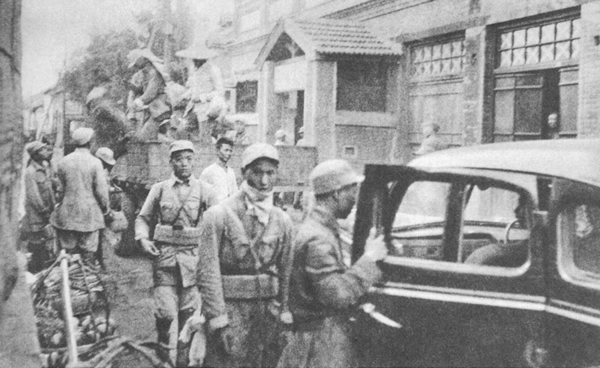
1945年8月28日解放军在周村地区

3月12日，山东兵团各部相继抵达周村城下，各进入指定的攻击位置。12日拂晓，第九纵向周村发起猛烈攻击。九纵二十五师七十三团七连成功打开一个突破口，但由于没有及时巩固和扩大突破口，国军遂以猛烈的交叉火力，重新将突破口封住。在七十三团七连在该团五连增援下，连续四次爆破，再次将突破口打开。与此同时，七十五团四连在炮火掩护下突入观海门内，连续击退国军队多次反击，为后续部队打开通道。九纵二十六师七十六团一连攻击胜利门，用包炸药将城门上坚固的大阁楼炸塌，打开突破口。九纵二十七师八十一团二连在火力掩护下，迅速竖起长梯登城，攀上城头，与国军激战。九纵攻城各部，进展顺利。九纵攻城部队一共选择了10个突破口，短短时间就先后成功地突破7个，后续部队源源不断投入纵深作战。
由于解放军远道奔袭，行动突然，直到战斗打响，国军尚不知道解放军攻击部队的番号、实力。战斗发起后，国军仓促应战，三十二师师长周庆祥召集各旅、团长开会，研究固守计划，重新部署防务，安排交接，并严督各部抢修加固工事。但为时已晚，国军各师、旅、团之间的有线通讯仅通话一次，就被解放军炮火炸断电线，指挥中断。国民党整编第三十二师各级指挥官未能返回部队，解放军已经攻进市区，解放军七十三团在团长兼政委孙同盛的指挥下，直扑国民党守军指挥所。各点国军各部失去指挥，混乱不堪。九纵分头抢占国民党军队主要火力点和制高点，在解放军的连续攻击下守城国军纷纷投降。经过10多个小时的战斗，除周庆祥化装潜逃外（周后于南京雨花台遭军法处决），周村国军1.5万多人悉数被歼。周村被解放军攻占后，周村外围各据点国军见大势已去，纷纷撤退。

### 淄川战斗
国军在遭到解放军突袭后，一方面收缩兵力加强济南、潍县防御，一面急调整编第七十五师由商丘车运济南，会同整编第七十三师及整编第二师之第二一三旅共5个旅，于19日开始东援，进至明水、章丘一线，遭渤海军区部队阻击。山东兵团第七纵队继攻克张店后，即挥军南下，围攻淄川，于19日夜突入，激战至21日拂晓，全歼守军淄博警备旅等部8,000余人。同时，冀鲁豫军区部队亦积极配合，相继占领了东阿、平阴、肥城，威胁济南。增援的国军在解放军打击下被迫撤退，胶济路西段战役宣告结束。

## 结果
胶济路西段战役历时12天，山东兵团主力歼灭1个整编师部、2个旅和非正规部队1个警备旅、5个保安团，共3．9万余人，山东军区所属各级武装和民兵，为配合山东兵团进行胶济路西段战役，主动出击作战370多次，消灭国军7,500余人。此役山东兵团攻占了胶济路以西，小清河以南之大片地区，攻占城镇14座。使中共控制的渤海、鲁中和胶东解放区连成一片。

## 戰後
國軍整編第32師師長周慶祥因「延誤軍機」，遭軍法審判判處死刑，並於南京雨花台刑場遭處決。